# Titres de la Fédération internationale des échecs

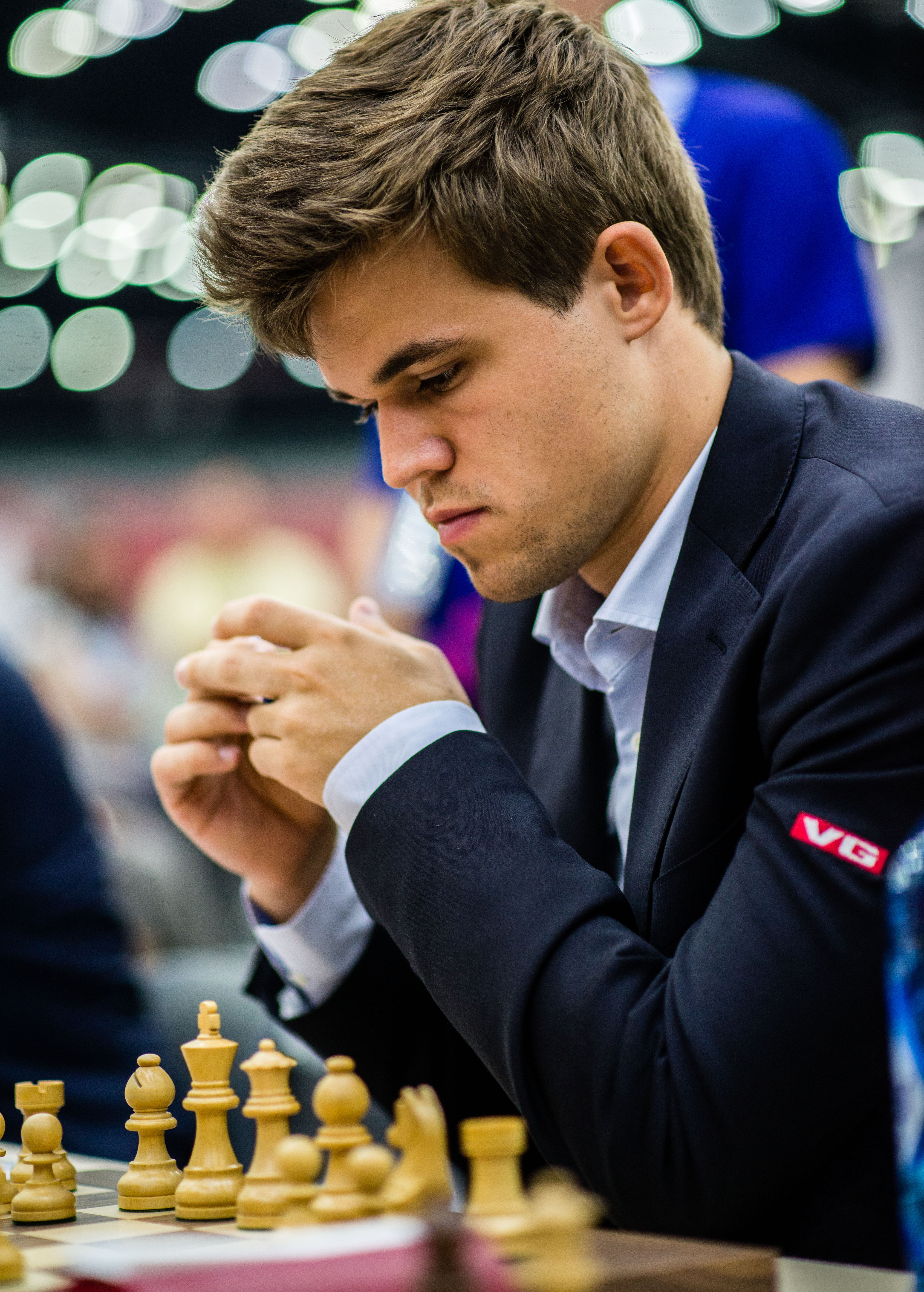
Le norvégien Magnus Carlsen est un grand maître international et champion du monde du jeu d'échecs de 2013 à 2023.

La Fédération internationale des échecs (FIDE) décerne plusieurs titres basés sur la performance des joueurs d'échecs, y compris le titre très prisé de grand maître international (GMI). Les titres internationaux nécessitent généralement une combinaison de classement Elo et de normes (critères de performance dans les compétitions incluant d'autres joueurs titrés). Une fois attribués, les titres FIDE sont conservés à vie, bien qu'un titre puisse être révoqué dans des circonstances exceptionnelles. Les titres mixtes peuvent être obtenus par tous les joueurs, tandis que les titres féminins sont réservés aux joueuses. Une joueuse forte peut avoir un titre dans les deux systèmes (mixte et féminin). 
Un titre international d'échecs, peut être utilisé comme titre honorifique, généralement sous une forme abrégée. Par exemple, Viswanathan Anand peut être appelé le « GMI Viswanathan Anand ». 
La FIDE a également mis en place des titres en ligne, notamment AGM (Arena Grandmaster), AIM (Arena International Master), AFM (Arena FIDE Master) et ACM (Arena Candidate Master). Ces titres permanents peuvent être gagnés par des joueurs de niveau inférieur et ne peuvent être obtenus que via l’arène en ligne de la FIDE .

## Histoire
Les premiers titres de la FIDE ont été attribués en 1950 et se composaient de 27 grands maîtres, de 94 maîtres internationaux (MI) et de 17 maîtres internationaux féminins (MIF). 
Les normes pour les titres FIDE n’étaient pas définies formellement et ont été décidées par un comité. En 1957, la FIDE a introduit des normes de qualification pour les titres FIDE.
| Titre                                    | Performance Elo à atteindre | Moyenne Elo des adversaires du tournoi | Elo minimum pour l'obtention du titre |
| ---------------------------------------- | --------------------------- | -------------------------------------- | ------------------------------------- |
| Grand maître international (GMI)         | 2 600                       | 2 380                                  | 2 500                                 |
| Maître international (MI)                | 2 450                       | 2 230                                  | 2 400                                 |
| Grand maître international féminin (GMF) | 2 400                       | 2 180                                  | 2 300                                 |
| Maître international féminin (MIF)       | 2 250                       | 2 030                                  | 2 200                                 |

## Titres mixtes
| Titre                            | Hommes | Femmes | Total  |
| -------------------------------- | ------ | ------ | ------ |
| Grand maître international (GMI) | 1 816  | 42     | 1 858  |
| Maître international (MI)        | 4 043  | 141    | 4 184  |
| Maître FIDE (MF)                 | 9 165  | 61     | 9 226  |
| Candidat maître (CM)             | 3 076  | 28     | 3 104  |
| Total                            | 18 100 | 272    | 18 372 |

Le terme « grand maître » (allemand : Großmeister) était utilisé de manière informelle par des excellents joueurs d’échecs plusieurs décennies avant son institution officielle par la FIDE en 1950. Dans le même temps, la FIDE a également institué le rang inférieur de maître international et deux autres rangs subordonnés, le maître FIDE et le candidat maître, ont ensuite été créés.
Les exigences pour chaque rang ont varié au fil du temps, mais exigent généralement d’avoir fait preuve de compétences suffisantes dans une compétition cotée. De plus, la Fédération mondiale pour la composition échiquéenne décerne des titres de grand maître, de maître international et de maître FIDE aux personnes qui font preuve d'une grande habileté dans le domaine de la composition et de la résolution de problèmes d'échecs (voir Liste des grands maîtres de la FIDE pour les compositions d'échecs et le titre Échecs).

### Grand maître international (GMI)
Le titre de grand maître international est attribué par la FIDE aux joueurs d'échecs ayant démontré un talent exceptionnel dans leur art. Excepté le titre de champion du monde, le titre de grand maître est le plus élevé qu'un joueur d'échecs puisse obtenir. Une fois atteint, le titre est obtenu à vie. Il est attribué aux joueurs dont le classement Elo est supérieur à 2 500 points au cours d'un tournoi et qui obtiennent trois normes successives.
Dans la littérature des échecs, il est généralement abrégé en « GM ». L'abréviation « IGM » pour International Grandmaster peut également parfois être trouvée, en particulier dans la littérature ancienne. 
Les joueurs avec un classement Elo supérieur à 2 700 points sont parfois appelés de manière informelle (notamment dans les médias) des « super grands maîtres » ou « super GMI », mais cette appellation n'a rien d'officiel. En avril 2025, seulement 34 joueurs avaient un classement Elo supérieur à 2 700 points.
Depuis 1978, avec notamment la joueuse Nona Gaprindashvili, un certain nombre de femmes ont remporté le titre de grand maître. Depuis environ l'année 2000, la plupart des dix meilleures femmes au classement FIDE ont remporté le titre de grand maître. Cela ne doit pas être confondu avec le titre de grand maître féminin (GMF, en anglais WGM pour « Woman Grand Master »). 
Abhimanyu Mishra, à 12 ans, 4 mois et 25 jours, est devenu le plus jeune joueur à obtenir le titre de grand maître.

### Maître international (MI)
Le titre de maître international est attribué aux meilleurs joueurs d'échecs, institué en 1950. Généralement abrégé en MI (en anglais IM, pour « International Master ») dans la littérature échiquéenne, ce titre est décerné à vie. 
Pour obtenir ce titre, trois normes doivent être obtenues lors de tournois internationaux impliquant d’autres maîtres et grands maîtres. Les MI ont généralement un classement Elo compris entre 2 400 et 2 500 points. De temps à autre, certains maîtres internationaux qui ne sont pas encore devenus grand maître peuvent avoir un classement Elo supérieur à 2 500. 
Le titre de maître international peut également être attribué lors de quelques performances spécifiques. Par exemple, selon les règles en vigueur, le finaliste du championnat du monde d'échecs junior se verra attribuer le titre de MI s'il ne l'a pas déjà. 
La réglementation en vigueur se trouve dans le manuel de la FIDE.
Il est également possible de devenir grand maître international sans avoir jamais été un maître international. Le joueur américain Larry Christiansen (1977), le chinois Wang Hao, le hollandais Anish Giri et l'ancien champion du monde Vladimir Kramnik, sont devenus grands maîtres sans avoir jamais été maîtres internationaux. L’Américain Bobby Fischer a obtenu les deux titres uniquement en se qualifiant pour le tournoi interzonal (titre MI) de 1958 et le tournoi des candidats 1959 (titre GMI)

### Maître FIDE (MF)
Introduit en 1978, le titre de maître FIDE (abrégé en MF, en anglais FM pour « FIDE Master ») se classe en dessous du titre de maître international, mais devant le candidat maître.
Habituellement, pour obtenir le titre de maître FIDE, un joueur doit seulement obtenir un classement Elo de 2 300 points ou plus. Le règlement actuel sur les titres figure dans le manuel de la FIDE.
Le plus jeune MF de l'histoire des échecs est le philippin Alekhine Nouri (en), qui a remporté le titre après avoir remporté à l'âge de 7 ans le 14e Championnat d'échecs par groupes d'âge de l'ANASE 2013 en Thaïlande.[réf. nécessaire]

### Candidat maître (CM)
Introduit en 2002, la manière habituelle pour un joueur de se qualifier pour le titre de candidat maître (CM, en anglais « Candidate Master ») consiste à obtenir un classement Elo de 2 200 points ou plus.

## Titres féminins
| Titre                              | Abréviation   | Nombre de joueuses |
| ---------------------------------- | ------------- | ------------------ |
| Grand maître international féminin | (GMF ou GMIF) | 446                |
| Maître international féminin       | (MIF)         | 829                |
| Maître FIDE féminin                | (MFF)         | 1 696              |
| Candidate maître féminin           | (CMF)         | 788                |
| Total                              |               | 3 759              |

Bien que les titres mixtes FIDE ne soient pas séparés par sexe, les quatre titres suivants attribués par la FIDE sont réservés aux femmes et peuvent être obtenus simultanément avec un titre mixte. Les conditions requises pour ces titres sont environ 200 points de classement Elo inférieurs aux exigences des titres mixtes correspondants. Les principales joueuses n’ont pas toutes choisi de remporter de tels titres. Par exemple, la grand maître Judit Polgár, fidèle à sa politique consistant à ne jouer que des compétitions ouvertes, n'a jamais obtenu de titre féminin mais seulement des titres mixtes.

### Grand maître international féminin (GMF)
Le titre de grand maître international féminin (GMIF ou GMF, en anglais WGM pour « Woman Grand Master ») est le plus haut titre d'échecs féminin avec celui de championne du monde d'échecs.
La FIDE a introduit le titre GMF en 1976, rejoignant le titre de rang inférieur précédemment introduit de maître international féminin.
Le titre de grand maître international féminin représente un niveau de compétence aux échecs inférieur à celui du titre de grand maître international mixte (2300 points Elo au lieu de 2500 pour les hommes) et les exigences de GMF sont également inférieures à celles du maître international mixte (2400 points pour les hommes).
La gagnante du championnat du monde d'échecs junior se voit automatiquement attribuer le titre de grand maître international féminin. La championne du monde d'échecs féminin se voit automatiquement attribuer le titre de grand maître international (mixte) si elle ne la détient pas déjà, tandis que la finaliste reçoit le titre maître international (mixte) et une norme de GMI.
La réglementation en vigueur se trouve dans le manuel de la FIDE.

### Maître international féminin (MIF)
Le titre de maître international féminin est, à côté du titre de grand maître international féminin le plus élevé attribué par la FIDE exclusivement aux femmes. Ce titre a été créé en 1950. 
Les exigences du titre MIF sont inférieures à celles du titre maître international mixte (2200 points Elo, au lieu de 2400 pour les hommes). Les finalistes championnat du monde d'échecs junior féminin se voient automatiquement attribuer le titre de MIF.
La réglementation en vigueur se trouve dans le manuel de la FIDE.

### Maître FIDE féminin (MFF)
Le titre de maître FIDE féminin (MFF, en anglais FFM pour « Feminine FIDE Master ») se situe juste au-dessus de la femme candidate dans les titres réservés aux femmes par la FIDE. Le classement Elo minimal pour recevoir ce titre est 2 100 points.

### Candidat maître féminin (CMF)
Le titre de candidat maître féminin est le titre le plus modeste attribué par la FIDE aux femmes. Il est obtenu pour toute joueuse ayant joué à un moment ou à un autre au moins 30 parties comptant au classement FIDE et ayant atteint un classement Elo d'au moins 2000 points.

## Arbitres et entraîneurs
Les titres d'arbitre sont arbitre international (International Arbiter, IA) et arbitre FIDE (FIDE Arbiter, FA).
Les titres de formateurs sont: formateur principal FIDE, formateur FIDE, instructeur FIDE, instructeur national et instructeur de développement.